# Монарх молуцький
Монарх молуцький (Symposiachrus bimaculatus) — вид горобцеподібних птахів родини монархових (Monarchidae). Ендемік Індонезії. Раніше вважався підвидом рудоволого монарха.

## Підвиди
Виділяють два підвиди:
- S. b. bimaculatus (Gray, GR, 1861) — острови Моротай[en], Хальмахера і Бачан;
- S. b. diadematus (Salvadori, 1878) — острови Обі[en].

## Поширення і екологія
Молуцькі монархи поширені на Молуккських островах. Вони живуть у вологих тропічних рівнинних і гірських лісах.